# كيتسي (أتيكي)
كيتسي (Κίτσι) (بالإنجليزية: Kitsi) هي قرية في إقليم أتيكا في اليونان.